# Periklis Jakowakis
Periklis Jakowakis (Περικλής Ιακωβάκης; ur. 24 marca 1979) – grecki lekkoatleta, specjalizujący się w biegu na 400 m przez płotki, mistrz Europy.
W 1998 we francuskim Annecy Jakowakis zdobył tytuł mistrza świata juniorów w biegu na 400 m przez płotki. Rok później sięgnął po brąz Młodzieżowych Mistrzostw Europy w Lekkoatletyce (Göteborg 1999). W gronie seniorów pierwszy sukces odniósł w 2001, kiedy to zdobył złoty medal igrzysk śródziemnomorskich, rozegranych w Tunisie, rok później wystąpił w finale mistrzostw Europy zajmując 5. miejsce. W 2003 zdobył pierwszy medal na wielkiej światowej imprezie - był to brązowy medal na Mistrzostwach Świata w Paryżu. Na Igrzyskach Olimpijskich w Atenach w 2004 nie udało mu się jednak zakwalifikować do finału. W 2006 zdobył tytuł mistrza Europy, a także wygrał Światowy Finał IAAF rozegrany w Stuttgarcie. W 2007 zwyciężył w Superlidze Pucharu Europy w Lekkoatletyce rozegranej w Monachium, ma na koncie również cztery zwycięstwa w pierwszej lidze tych zawodów. Na Igrzyskach Olimpijskich w Pekinie (2008) zajął 8. miejsce. Jakowakis ma w swoim dorobku również 13 tytułów Mistrza Grecji na swoim koronnym dystansie 400 metrów przez płotki.
Jego rekord życiowy w biegu na 400 m przez płotki wynosi 47,82 (2006), jest to jednocześnie aktualny rekord Grecji.